# Luchthaven Kiwayu
Luchthaven Kiwayu (IATA: KWY, ICAO: N/A) is een luchthaven in Kiwayu. Onder andere Airkenya Express landt op deze luchthaven.